# Mascot Park
Der Mascot Park (Eigenschreibweise: MASCOT PARK, bis 2011: Silkeborg-Stadion) war ein Fußballstadion in der dänischen Stadt Silkeborg. Es war bis 2017 die Heimspielstätte des Fußballvereins Silkeborg IF (kurz: SIF). Silkeborg liegt in der gleichnamigen Kommune in der Region Midtjylland. Die Spielstätte war im Besitz der Silkeborg Kommune. Der Besucherrekord wurde 1995 beim Spiel zwischen SIF und Brøndby IF aufgestellt. Zu dem Spiel versammelten sich 12.228 Besucher im Stadion.

## Geschichte
Das 1925 eingeweihte Stadion bot zuletzt 10.000 Zuschauerplätze (davon 5.500 Sitzplätze). Im Jahr 1943 bekam das Stadion ein Gebäude mit Umkleidekabinen und Duschen. 1946 sollte eine West-Tribüne gebaut werden. Diese Pläne wurden zu der Zeit aber nicht umgesetzt. Der Turnverein Silkeborg Gymnastikforening weihte 1955 das selbstgebaute Clubhaus ein. Eine Tribüne im Westen wurde dann 1962 errichtet; auf der heute die Sponsoren-Logen stehen. Danach folgten der Zuschauerrang im Osten und die Tribünen hinter den Toren.
Eine gründliche Renovierung wurde 2000 durchgeführt. Drei neue Tribünen wurden gebaut. Nur die unüberdachte Süd-Tribüne mit den Stehplätzen wurde in ihrer Form belassen. Die Namen der Ränge wurden an Sponsoren verkauft. Die Westseite trug den Namen Jyske Bank-Tribüne. Die Hintertortribüne im Norden wurde Jyske Finans-Trbüne benannt und im Osten stand die Designa-Tribüne. Die Überdachung der Tribünen bestanden aus einer hellen, lichtdurchlässigen Konstruktion. Die Business-Lounge auf dem Westrang konnte für verschiedene Veranstaltungen gemietet werden.
Ende August 2011 unterschrieb die Silkeborg IF Invest A/S mit dem Hersteller von Arbeitskleidung Mascot International einen Sponsorenvertrag. Neben dem Trikotsponsoring beinhaltet der Kontrakt auch die Umbenennung des Silkeborg-Stadions in MASCOT PARK.
2017 zog der Silkeborg IF in den Ende Juli des Jahres eingeweihten JYSK Park mit 10.000 Plätzen, davon 6.000 Sitzplätze, um. Anfang August 2017 wurde der fast hundert Jahre alte Mascot Park abgerissen.